# Гальской, Владимир Львович

Влади́мир Льво́вич Гальско́й (2 [15] марта 1908, Золотарёво — 12 июня 1961, Касабланка) — русский поэт и архитектор.

## Биография
Владимир Гальской родился 15 (2 по старому стилю) марта 1908 года в селе Золотарёво Мценского уезда Орловской губернии (сейчас Залегощенский район Орловской области) в семье дворянина, владевшего молочным хозяйством, поставлявшим продукцию в Орёл.
В 1913 году старший брат Лев поступил в орловскую гимназию, и с этого времени Гальские зимой жили в Орле в доме Талызина на Борисоглебской улице (сейчас дом 19/21 по улице Салтыкова-Щедрина), а на лето возвращались в Золотарёво.
Осенью 1917 года поступил в орловскую гимназию, однако вскоре, после Октябрьской революции, в 1918 году семья перебралась в Киев, а оттуда в Полтаву. В 1919 году Гальские переехали в Новороссийск, затем эвакуировались через Константинополь в Югославию. Семья поселилась в Белграде. Здесь Гальской в 1926 году окончил русско-сербскую гимназию и поступил на архитектурно-строительный факультет Белградского университета, который окончил в 1937 году и стал работать в строительной отрасли. Во время учёбы участвовал в скаутском движении, дошёл до чина скаутмастера.
Активно участвовал в литературной жизни Белграда. Был членом Союза русских писателей и журналистов в Белграде. Писал в местной газете «Русское дело». В 1938 году его стихотворение было напечатано в «Русских записках».

Обложка сборника Владимира Гальского «Путь усталости»

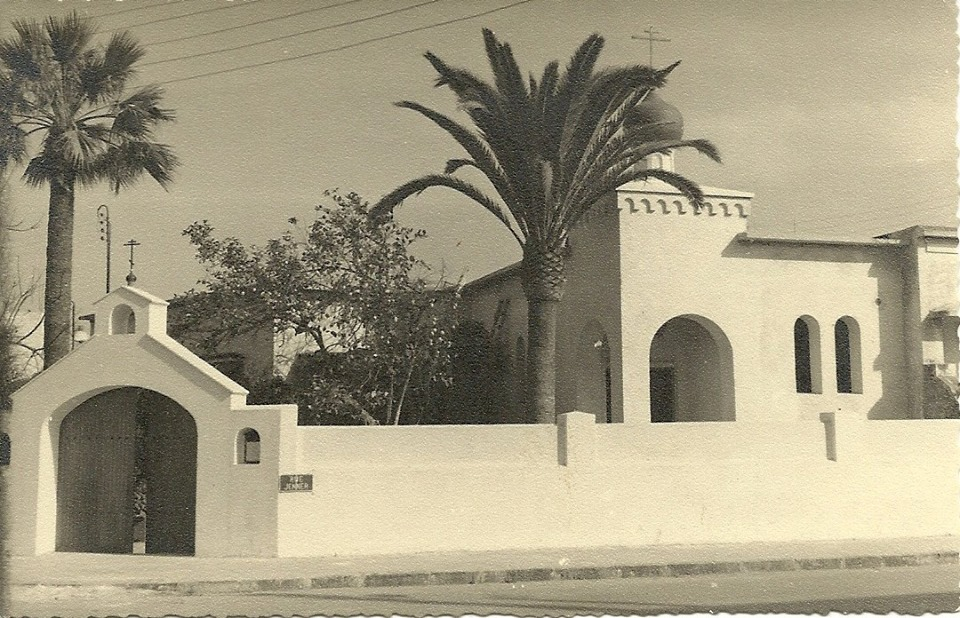
Успенский храм в Касабланке, одним из архитекторов которой был Владимир Гальской

После начала Второй мировой войны остался без работы. В октябре 1941 года был направлен на строительные работы в Германию, затем в Австрию. По окончании войны оказался в числе «перемещённых лиц» в Мюнхене. Благодаря знанию нескольких иностранных (французского, английского, немецкого и сербохорватского) языков нашёл здесь работу в межправительственном комитете по беженцам. В Мюнхене продолжал участвовать в литературной жизни. Несколько стихотворений Гальского были опубликованы в коллективном сборнике «Стихи» в 1947 году.
В мае 1947 года женился и в ноябре перебрался из Бизонии в город Касабланка во Французском Марокко. Работал в строительных фирмах, был привлечён настоятелем православной общины Касабланки к работе над устройством Успенской церкви, возведённой в 1957 году, вместе с архитектором А. Г. Недопакой, инженерами Гнедичем, Юровым, Томашевским, Мирковичем и Герасименко. Параллельно публиковался в эмигрантских изданиях «Грани» и «Возрождение», однако с середины 50-х годов его стихи перестали появляться в печати. 
Умер 12 июня 1961 года в Касабланке. Похоронен на кладбище Бен-Мсик в Касабланке.
Первый сборник Гальского «Путь усталости», который он начал готовить в 1960 году, был выпущен лишь 32 года спустя в Вологде тиражом 10 тысяч экземпляров по инициативе сотрудников Череповецкого музейного объединения, которые отыскали сына поэта Константина Владимировича Гальского, установили с ним отношения и получили права на издание. В 2008 году при подготовке выставки к 100-летию поэта Константин Гальской обнаружил неизвестные ранее черновики — эти стихи вошли в сборник «Цветы запоздалые», выпущенный в 2008 году в Орле.

## Особенности творчества
Эмиграция предопределила главный мотив поэзии Гальского — воспоминание об утраченной родине. Среди часто встречающихся образов — село Золотарёво, детали сельского быта, русская природа, чужбина, одиночество. 
Мы задыхаемся в огромном тесном мире,
Бездомные России сыновья.Поэма «Бездорожье»
В некоторых стихах Гальской касается темы предназначения поэта. 
Ты слово в муках обречен рождать,
Как мать дитя, но в миг его рожденья
Тебе дано его к груди прижать
В предельной радости освобожденья.«Как трудно правду говорить в лицо...»
В годы Второй мировой войны занимал пророссийскую позицию — в его поэзии ярко проявляются антинемецкие мотивы. 
Я ненавижу вас, рабы войны,
За то, что тысячи прошедши километров,
Вы не могли понять моей страны
И имя русское развеяли по ветру.«Немцы»
Исследователь Ирина Бобылёва отмечает, что в творчестве Гальского доминируют концепты «дом», «родина», «чужбина», «любовь», «дружба», «семья», «вера», образующие гиперконцепт «жизненный путь».

## Критика
По мнению литературоведа Юлии Бабичевой, Гальской занимает в русской поэзии особенное место: «Если бы можно было составить „Литературную таблицу Менделеева“, то поэту в ней было бы отведено определённое, ещё никем не занятое место. Он — певец поколения особенно печального и безнадёжного, поэтому так грустны его стихи».
Как пишет исследователь Ирина Бобылёва, при жизни Гальского его творчество редко становилось предметом вниманием критиков: Б. Ганусовский, К. Елит-Вильчковский, В. Завалишин, Ю. Софиев, А. Черных и Е. Яконовский давали ему не всегда справедливые оценки. Лишь в XXI веке обозначился интерес к наследию и художественному методу Гальского. Бобылёва определяет поэтический мир Гальского как «не во всём уникальное, но всё же художественно значимое явление в литературе Русского Зарубежья».

## Память
17 марта 2008 года в селе Золотарёво на доме № 3 по улице Речной, который стоит на месте усадьбы Гальских, установлена мемориальная доска: «На этом месте находилась усадьба, в которой жил писатель Сергей Александрович Нилус (1862—1929 гг.) и родился поэт Владимир Львович Гальской (1908—1961 гг.)».
18 марта 2008 года в Орле в музее И. С. Тургенева провели приуроученную к 100-летию со дня рождения поэта выставку «Бездомные России сыновья...», на которой присутствовал его сын Константин Гальской и троюродная сестра Татьяна Желовакова.

## Семья
Прадед Лев Николаевич Гальской был двоюродным братом художника Василия Верещагина.
Отец Лев Ионович Гальской родился в Воронеже. Его родовое имение усадьба Горка находилось в Череповецком уезде Новгородской губернии. Здесь теперь располагается историко-этнографический музей «Усадьба Гальских».
Мать — Александра Владимировна Гальская (в девичестве Багговут).
Жена — Анна Александровна Ильинская.
Сыновья — Константин (род. 1948) и Александр (род. 1951). После смерти отца переехали вместе с матерью в США.

### Комментарии
1. ↑  Протокол общего годового собрания русской православной общины в Марокко от 8 июня 1958 года